# Târgu Cărbunești
Târgu Cărbunești è una città della Romania di 9 047 abitanti, ubicata nel distretto di Gorj, nella regione storica dell'Oltenia.
Fanno parte dell'area amministrativa anche le località di Blahnița de Jos, Cărbunești-Sat, Cojani, Crețești, Curteana, Floreșteni, Măceșu, Pojogeni, Rogojeni e Ștefănești.